# Lars und die Frauen
Lars und die Frauen (Originaltitel: Lars and the Real Girl) ist eine Tragikomödie aus dem Jahr 2007 von Regisseur Craig Gillespie mit Ryan Gosling in der Hauptrolle.

## Handlung
Lars Lindstrom lebt in einer Kleinstadt im Norden der USA und wohnt in der umgebauten Garage des Hauses, das er zusammen mit seinem Bruder von seinem Vater geerbt hat. Die Mutter von Lars ist bei seiner Geburt gestorben. Im Haus lebt sein Bruder Gus mit Ehefrau Karin, die ihr erstes Kind erwartet. Der schüchterne Einzelgänger lebt zurückgezogen und meidet Kontakt mit Menschen. Auch als die neue Arbeitskollegin Margo Interesse an Lars zeigt, lässt er sie wortlos stehen. Sogar die Einladungen von Karin und seinem Bruder nimmt er nicht an.
Nach dem Hinweis eines Arbeitskollegen bestellt er sich im Internet eine lebensechte Puppe, die er Gus und Karin später als seine neue Internet-Bekanntschaft Bianca vorstellt, eine im Rollstuhl sitzende religiöse Frau aus Brasilien. Er spricht mit der Puppe und behandelt sie wie einen echten Menschen. Dies beunruhigt Gus und Karin so sehr, dass sie sogleich einen Termin mit ihrer Hausärztin Dagmar vereinbaren, die zugleich Psychologin ist. Dagmar erklärt ihnen, dass Lars an einer Wahnvorstellung leidet und damit Probleme aus seiner Vergangenheit aufarbeiten würde.
Unter dem Vorwand, Bianca habe eine Krankheit, die regelmäßige Behandlung erfordere, lässt Dagmar Bianca und Lars jede Woche zu sich in die Praxis kommen, wo sie versucht, ihm die Angst vor sozialen Kontakten zu nehmen. Die Stadtbewohner reagieren zunächst verwundert, spielen aber zunehmend mit und behandeln Bianca bald wie ein vollwertiges Mitglied der Gemeinschaft. Bianca hilft im Ortskrankenhaus aus und liest im Kindergarten aus einem Buch vor – tatsächlich tut dies ein Kassettenrekorder, der auf ihren Knien liegt.
Lars öffnet sich in der Folge immer mehr den Menschen um sich herum, während sich sein Verhältnis zu Bianca verschlechtert. Während der Arbeit kommt er der Arbeitskollegin Margo näher und geht mit ihr eines Abends zum Bowling.
Eines Morgens entdeckt Lars den bewusstlosen Körper Biancas. Im Krankenhaus eröffnet er Karin und Gus, dass Bianca im Sterben liege. Lars’ Nachbarn und Mitarbeiter nehmen großen Anteil an ihrer Krankheit, geben Blumen und Geschenke für sie ab und trösten Lars. Bianca erliegt schließlich ihrer Krankheit und Freunde und Bewohner der Stadt kommen zu ihrer Beerdigung.
Im Anschluss an die Beerdigung bittet Lars Margo, ihm bei einem Spaziergang Gesellschaft zu leisten.

## Hintergrund
- Die Produktionskosten wurden auf 12 Millionen US-Dollar geschätzt. Der Film spielte in den Kinos weltweit rund 11,2 Millionen US-Dollar ein, davon 5,9 Millionen US-Dollar in den USA und 0,7 Millionen US-Dollar in Deutschland.[2]

- Die Dreharbeiten begannen im November 2006. Gedreht wurde an verschiedenen Orten in Ontario.[3]

- Die Erstaufführung des Films war am 10. September 2007 im Rahmen des Toronto International Film Festival 2007. Kinostart in den USA (mit eingeschränkter Veröffentlichung) war am 12. Oktober 2007, in Deutschland am 13. März 2008.

## Kritiken
„Das Schöne an diesem Spielfilm-Debüt des Werbefilm-Regisseurs Craig Gillespie und der Oscar nominierten Autorin Nancy Oliver (Six Feet Under) ist, dass das ganze Örtchen buchstäblich mitspielt. […] So hätte es wohl fröhlich weitergehen können, doch der Film ist dann doch zu hasenfüßig, die bürgerliche Ordnung wirklich auf den Kopf zu stellen. Oder aus der platonischen Liebe zu einem Sexspielzeug wirklich Funken für eine böse Parabel über die Rollenspiele des durchschnittlichen Ehelebens oder die Projektionen der großen Liebe zu schlagen. Lars und die Frauen greift nicht nach dem Utopischen. Hier wird keine unbeschränkte Einbildungskraft, kein anarchisches Paralleluniversum, keine freie Liebe gefeiert. Von Biancas eigentlicher Bestimmung macht der liebe Lars nicht einmal Gebrauch. Dennoch, eine therapeutische Kontrolle muss die harmlose Inszenierung und ihren Initiator begleiten. So will es der – nach aller unbändiger Freude über die Schlüpfrigkeit der Grundidee – recht frühzeitig wieder einsetzende Anstandscodex des Drehbuchs.“

„In der klassischen Psychoanalyse heißt es gelegentlich, dass die Person hinter der Couch nur eine Attrappe darstellt, die Patienten machen eigentlich alles mit sich selbst aus. In Lars und die Frauen ist Bianca die Attrappe: Die Puppe hilft dem scheuen Mann, indirekt mit der Welt in Kontakt zu treten. Wie sich diese Zuwendung zur Wirklichkeit Schritt für Schritt und über nicht wenige kuriose Situationen hinweg vollzieht, das erzählt Craig Gillespie (nach einem Drehbuch von Nancy Oliver) ohne falsche Töne.“

„Die ebenso komischen wie herzergreifenden Antworten, die die Menschen der kleinen Stadt finden, eröffnen dem Film eine philosophische Dimension. Tolerant zu sein, heißt nur, in der eigenen Welt eine Abweichung zu akzeptieren. Das ‚real girl‘ in den Kirchenvorstand zu wählen oder als Vorleserin einzusetzen, bedeutet ein unbekanntes Universum neben der eigenen Vorstellungswelt zuzulassen. Ganz nebenbei wirkt die fabelhafte Zuhörerin Bianca als Katalysator und bringt die komplexen Schuldgefühle der Familie zum Tanzen.“

## Auszeichnungen
- Für die Oscarverleihung 2008 war Nancy Oliver in der Kategorie Bestes Originaldrehbuch nominiert.
- Bei der Verleihung der Golden Globe Awards 2008 war Ryan Gosling in der Kategorie Bester Hauptdarsteller – Komödie oder Musical nominiert.
- Bei der Verleihung der Satellite Awards 2007 gewann Ryan Gosling in der Kategorie Bester Hauptdarsteller (Komödie/Musical). In drei weiteren Kategorien war der Film nominiert: Beste Hauptdarstellerin – Komödie/Musical (Emily Mortimer), Bestes Originaldrehbuch und Bester Film – Komödie/Musical.
- Central Ohio Film Critics Association Award: Emily Mortimer nominiert als Beste Nebendarstellerin
- Detroit Film Critics Society: Emily Mortimer nominiert als Beste Nebendarstellerin